# Oliver Krekel
Oliver Krekel (* 10. September 1967 in Kassel) ist ein deutscher Regisseur und Label-Chef, der überwiegend Trash-, Horror- und Exploitationfilme inszeniert.

## Label-Chef
1985 gründete der gelernte Informationselektroniker und Tontechniker Krekel die Firma „Astro Records & Filmworks“ zunächst als Musiklabel. Ab Mitte der 1990er Jahre begann man mit der Veröffentlichung von Laserdiscs und Videos. 1997 wurde die „Astro Distribution GmbH“ gegründet. Ab 2000 veröffentlichte man zudem über 2500 verschiedene Titel als VHS, LaserDiscs DVDs und Blu-rays. Dabei spezialisierte man sich auf die Veröffentlichung von Action-, Kult- und Horrorfilmen, von welchen einige indiziert waren und sind und einige wenige sogar beschlagnahmt. Viele Major-Titel wie Arnold Schwarzeneggers Red Heat, Running Man, Das Boot oder auch Werner – Das muß kesseln!!! sowie die deutschen Filme mit Thomas Gottschalk und Mike Krüger gehörten zum Portfolio der Astro. Ende 2002 wurde „Astro“ als Label eingestellt und bestand fortan nur noch in Form der „GmbH“ weiter. Darauf kaufte Krekel die Namensrechte der 1980er Jahre Videolabels „Marketing Film“ und „Starlight Film“ und gründete das neue Label „Labyrinth-Entertainment“. 2009 meldete die „Astro Distribution GmbH“ Insolvenz an, der Insolvenzantrag wurde jedoch mangels Masse abgelehnt. Die Namensrechte des Labels „Astro Records & Filmworks“ und „Labyrinth Entertainment“ gehören ihm nach wie vor, die Namensrechte der DVD-Labels „Marketing Film“ und „Starlight“, verkaufte Krekel an den Filmkaufmann Thomas Buresch („Laser Paradise“). Im Jahre 2010 belebte Krekel die Marke Astro wieder und veröffentlicht bis heute Filme auf allen möglichen Medien, die er nach wie vor auch selbst bearbeitet, restauriert und remastert.

## Filmemacher
Seit Ende der 1990er Jahre ist Oliver Krekel auch als Filmemacher aktiv. 1999 veröffentlichte er nach zwei Jahren Drehzeit den Film Crossclub – The Legend of the Living Dead. Weitere Filme waren Fog² – The Revenge of the Executed und Crossclub 2: Project Genesis. Der 2002 von Krekel begonnene, aber unvollendet gebliebene Crossclub 2: Project Genesis wurde 2010 von Jochen Taubert fertiggestellt.
2010 begannen in Nordhessen die Dreharbeiten zum Film Robin Hood – Ghosts of Sherwood, eine Robin-Hood-Verfilmung mit Zombie-Handlungselementen. Der Film hatte seine Weltpremiere am 21. Mai 2012 in Cannes im Rahmen eines Market-Screenings, hatte aber mit dem Wettbewerb der Filmfestspiele nichts zu tun. Robin Hood – Ghosts of Sherwood hatte am 5. September 2012 in Kassel – vor 400 Zuschauern – seine Deutschland-Premiere. Darauf lief der Film ab dem 6. September 2012 sporadisch in einigen Kinos. Da bereits mit dem 26. Oktober in einem Exklusiv-Deal mit dem Media Markt ein Termin zur Veröffentlichung auf dem Heimkinomarkt auf DVD, Blu-ray Disc und 3D-Blu-ray Disc durch die „Vz Handelsgesellschaft“ fest stand, fungierte die eigene Produktionsfirma „DigiDreams Studios“ auch als Filmverleih. In den offiziellen Kinocharts taucht der Film selbst nicht auf, da die Zuschauerzahlen nicht gemeldet wurden. Der Film hatte seine USA-Premiere als Eröffnungsfilm des 9. 3D-Filmfestival in Los Angeles am 14. Dezember 2012 als „Official Selection and Opening Feature“.
Am 15. März 2013 erschien die nächste 3D-Arbeit von Krekel, die Dokumentation Tutanchamun – Sein Grab und die Schätze, eine Dokumentation zu einer der erfolgreichsten Wanderausstellungen der Welt.
Weiter 3D-Produktionen in diesem Jahr waren K2 – Der gefährlichste Berg der Welt, Die schönsten Schnorchelgebiete der Welt und Die besten Wasserrutschen der Welt.

## Musik
Krekel spielte in mehreren Musikgruppen und Formationen. Laut eigener Aussage arbeitete Krekel 1987–1997 als DJ in L’Estartit, Spanien in der Discothek Maxim’s. Ende der 1980er Jahre gründete er die Gruppe „Contrast“ und veröffentlichte einige Tonträger. 1991 gewann die dreiköpfige Combo das italienische Gesangsfestival „Euronote IV“ in Recoaro Terme, welches von der Schauspielerin und Erotikdarstellerin Carmen Russo moderiert und auf Rai Uno übertragen wurde. 1992 löste man die Formation auf. Weitere musikalische Krekel-Projekte in den Folgejahren waren u. a. Marc Kuss & M.C. Turbolader, DJ Scotty, Mr. Magoo und KiWu – Der Waschbär. Außerdem produzierte Krekel Künstler wie Eike Immel, der 2009 ein Schlager-Album auf den Markt brachte und die Kasseler Funk-Band Mac Machine. Heute tritt Oliver Krekel hin und wieder als „DJ Remix Master Mr. Magoo“ auf.

## Freizeitpark
Des Weiteren war Krekel Gründer und Geschäftsführer des „Kinderwunderlands“, eines 7000 m² großen Freizeitparks in Kassel-Kaufungen, Hessen. Ende 2009 schloss der Park aufgrund wirtschaftlicher Gründe und wurde von Krekel wieder verkauft.

## Projekte mit Eike Immel
2008 gründete Krekel zusammen mit dem ehemaligen Nationaltorhüter Eike Immel die „Eike Immel Torwartschule“. Medienberichten zufolge soll dieses Projekt jedoch bereits im Jahr 2009 wieder „eingeschlafen“ sein. Im April 2013 eröffneten Krekel und Immel die kurzlebige „Eike Immel Fußballschule“ in Frankfurt.

## Prozesse
Am 21. Januar 2003 stand Oliver Krekel als Geschäftsführer der Firma Astro Distribution GmbH vor dem Kasseler Amtsgericht, da ihm der Vertrieb von 21 gewaltverherrlichenden Filmen im Sinne des § 131 StGB vorgeworfen wurde. Das Verfahren wurde nach einer dreistündigen Verhandlung mit einer Freiheitsstrafe von acht Monaten, die zwei Jahre lang zur Bewährung ausgesetzt wurde, sowie einer Geldauflage in Höhe von 2.000 Euro für wohltätige Zwecke und der Zahlung der Prozesskosten in Höhe von etwa 13.000 Euro, abgeschlossen.

## Filmografie
Regie (oftmals auch Drehbuch, Produktion und Mitwirkung, sowie Schnitt und Musik)
- 1999: Crossclub – The Legend of the Living Dead
- 1999: Fog² – The Revenge of the Executed (2009 fertiggestellt)
- 2002: Crossclub 2: Project Genesis (2010 von Jochen Taubert fertiggestellt)
- 2012: Robin Hood – Ghosts of Sherwood
- 2013: Tutanchamun – Sein Grab und die Schätze 3D
- 2013: Die besten Wasserrutschen der Welt 3D
- 2013: Die schönsten Schnorchelgebiete der Welt 3D

nur Produktion
- 2000: Exhibitionisten Attacke (Produzent)
- 2000: Piratenmassaker (beratender Produzent)
- 2007: Night of the Living Dead: The Beginning (Produzent) – unveröffentlicht
- 2008: Metal Man (Ausführender Produzent)
- 2013: Der gefährlichste Berg der Welt, der K2 in 3D

nur Schauspieler
- 1998: Der Todesengel
- 1999: Mutation
- 1999: Diabolica
- 2000: Midnight’s Calling
- 2010: Kettensägen Zombies Redux